# Mycosphaerella sphaerulinae
Mycosphaerella sphaerulinae är en svampart som beskrevs av Crous & M.J. Wingf. 2003. Mycosphaerella sphaerulinae ingår i släktet Mycosphaerella och familjen Mycosphaerellaceae.   Inga underarter finns listade i Catalogue of Life.